# Ghismonda
Ghismonda ist eine Oper in drei Akten von Eugen d’Albert unter Benutzung des dramatischen Gedichtes Die Opfer des Schweigens von Karl Immermann. Die Uraufführung der Oper war am 28. November 1895 an der Staatsoper Dresden.

## Handlung

### Erster Akt
Ein Saal im Schlosse Tankreds
Ghismonda, die sich aus dem von den kalten Geboten der Etikette geregelten Hofleben hinaussehnt, weist die Werbung des Grafen Manfred zurück. Offen erklärt sie ihm, dass sie ihn wohl heiraten würde, wenn ihr Vater darauf bestünde, mit Liebe von ihrer Seite dürfe er indessen nicht rechnen. Manfred ist mit diesem Bescheid zufrieden. Beim Verlobungsfest lässt Manfred lebende Bilder stellen, und bei einem davon stehen Guiscardo, den vor kurzem erst sein Vater Dagobert zum fürstlichen Dienst auf das Schloss gebracht hat, und Ghismonda alleine als Endymion und Luna. Schon während Ghismonda den schönen Jüngling darüber unterrichtete, was er bei diesem Bilde zu tun hätte, war in seinem jungen Herzen wilde Liebe zu der bezaubernden Frau erwacht, und er hatte beim Scheiden in elementarem Gefühlsausbruch den Saum ihres Schleiers geküsst. Als sich jetzt der Vorhang über dem gestellten Bilde senkt, verlässt Endymion seine Stellung und sinkt vor der als Göttin Luna noch schöneren Ghismonda in die Knie. Dies hat Manfred bemerkt, und während das Fest seinen Fortgang nimmt, beschließt er, Tankred davon zu benachrichtigen und an seinem Nebenbuhler Rache zu nehmen.

### Zweiter Akt
Ein abgelegener Platz im Schlossgarten
Ghismonda und Guiscardo gestehen sich ihre heiße Liebe, beschließen aber, ihren Herzen Zwang anzutun, sich zu trennen und nie wieder ein Wort der Liebe zu wechseln. Sie sind von Tankred und Manfred belauscht worden, und kaum hat Ghismonda Guiscardo verlassen, als ihr Vater hervortritt, den Jüngling barsch zur Rechenschaft zieht und, als er das Zusammentreffen mit der Fürstin leugnet, niedersticht. Entsetzt über seine Tat, sinkt er auf eine Bank, ruft um Hilfe und bezeichnet den herbeieilenden Dienern gegenüber sich selbst als den Mörder.

### Dritter Akt
Schlossterrasse am Golf von Salerno
Als Ghismonda vernimmt, dass Guiscardo von ihrem eigenen Vater ermordet worden ist, befiehlt sie, die Leiche vor sie zu bringen, und klagt sich selbst der Hauptschuld am Tode des Geliebten an, weil sie ihm Schweigen über ihre Liebe auferlegt. - Verwandlung. Ort: Saal bei Ghismonda. Vor der Leiche, ihrem Vater, ihrem Bräutigam und allem Hofstaat und Volk bekennt Ghismonda, dass nicht Manfred, sondern der Tote ihr Bräutigam gewesen sei. Sie bleibt allein am Sarg, bekränzt die Leiche, trinkt Gift und sinkt entseelt neben ihrer toten Liebe nieder.